# Acanthopsyche daguerrei
Acanthopsyche daguerrei är en fjärilsart som beskrevs av Köhler 1939. Acanthopsyche daguerrei ingår i släktet Acanthopsyche och familjen säckspinnare. Inga underarter finns listade i Catalogue of Life.